# Шполянка
Шполя́нка — історична місцевість Києва, колишній сад. Розташована в Подільському районі, має вигляд узгір'я між Сирецьким яром і проваллям на початку Верболозної вулиці.

## Історія
Назва місцевості походить від прізвища Василя Іполитовича Шполянського — київського домовласника, власника фруктового саду, що існував у цій місцевості на початку ХХ століття (згадувався з 1908 року). Із садом були пов'язані назви прилеглих вулиць — Садової (нині Оксани Мешко), Фруктової та Шполянської, що існують донині. Власне, якщо сполучити назви усіх трьох вулиць, якраз і виходить словосполучення «Фруктовий (Фруктова) Сад (Садова) Шполянського (Шполянська)». У 1930-50-і рр. територія колишнього саду розпланована та забудована малоповерховими приватними садибами.